# Globes
Globes (en hébreu : גלובס) est un journal financier israélien publié en langue hébraïque et en anglais quotidiennement. Il traite des questions économiques israéliennes et internationales, c'est le plus ancien et le plus influent des journaux financiers en Israël, il est aussi le plus diffusé. La couleur de son papier est rose, inspirée par le Financial Times britannique.

## Histoire
Le quotidien a été fondé par Haim Bar-On, l'éditeur du journal, sur la base d'un petit journal financier basé à Haïfa en partenariat avec l'homme d'affaires Eliezer Fishman. Dans les premières années du Globes, il a eu le Telegraph comme concurrent car celui-ci avait un prix inférieur d'abonnement et était également publié le Chabbat. Le Telegraph a fermé ses bureaux en Israël après quelques années. Le rédacteur en chef du Globes est Aggée Golan (Golan a été précédé par Matti Golan et Adam Baruch). Parmi ses contributeurs réguliers, on peut citer Yoav Karni, Eli Tsipori, Matti Golan, Stella Korin-Lieber, Joshua Simon et Dror Foer.